# Publius Cornelius Dolabella (Konsul 10)
Publius Cornelius Dolabella war ein römischer Politiker der frühen Kaiserzeit.

## Leben
Er war der Sohn des Augustus-Vertrauten Cornelius Dolabella und Konsul im Jahr 10 n. Chr. zusammen mit Gaius Iunius Silanus. Während der letzten Jahre der Herrschaft des Augustus und der ersten Jahre des Tiberius war Dolabella wohl bis etwa 20 konsularer Statthalter der Provinz Illyricum superius. Nach dem Tod des Augustus konnte er dort für Ruhe unter seinen Soldaten sorgen. 23/24 war er Prokonsul von Africa und besiegte, mit Hilfe des jungen Königs Ptolemaeus von Mauretanien, Tacfarinas endgültig. Tiberius verweigerte ihm die dafür eingeforderten Triumphalinsignien, damit der Preis seines Vorgängers Quintus Iunius Blaesus nicht verringert werden sollte; dadurch wurde aber der Ruhm Dolabellas eher vergrößert. Aus dem Jahr 27 ist eine Klage vor dem Senat gegen seinen Verwandten Quinctilius Varus, Sohn des Publius Quinctilius Varus, bekannt. Außerdem sind von ihm mehrere Senatsanträge bezüglich einer Verbesserung der Provinzialverwaltung im Sinne des Tiberius bekannt.
Dolabella ist bekannt für die Rekonstruktion des sogenannten Dolabella-Bogens in Rom im Jahr seines Konsulats zusammen mit seinem Mitkonsul. Tatsächlich ist der Bogen eines der alten Tore der Servianischen Mauer, der römischen Stadtmauer aus dem 4. Jahrhundert v. Chr. Sein ursprünglicher Name war Porta Caelimontana (der Caelius ist einer der sieben Hügel Roms) und er führt auf die malerische Straße, die als Clivus Scauri bekannt ist. Später benutzte Nero ihn für seinen Aquädukt zum Palatin.